# MBC 뉴스투나잇
《MBC 뉴스투나잇》(영어: MBC NEWS TONIGHT)은 MBC 아메리카에서 평일 저녁 8시에 방송되는 MBC 아메리카의 저녁 국제 종합뉴스 프로그램이다.

## 앵커
- 김나리

## 경쟁 뉴스 프로그램
- KBS 월드 뉴스투데이
- KBS 아메리카 뉴스
- SBS 이브닝뉴스